# Tropicoqueta
Tropicoqueta é o quinto álbum de estúdio da cantora colombiana Karol G, lançado em 20 de junho de 2025, pela Bichota e Interscope Records. O álbum é composto por vinte faixas, sendo um álbum de gêneros variados como reggaeton, merengue, bachata, cúmbia, vallenato e mariachi. Conta com colaborações de artistas como Eddy Lover, Feid, Greeicy, Manu Chao, Mariah Angeliq e Marco Antonio Solís.

## Antecedentes
Após o lançamento de seu quarto álbum de estúdio em 2023, Mañana Sera Bonito e sua mixtape complementar, Mañana Será Bonito (Bichota Season), Karol G embarcou na Mañana Será Bonito Tour, que começou em 10 de agosto de 2023 e vai até 23 de julho de 2024.
Durante a turnê, Giraldo lançou músicas em colaboração com outros artistas e singles independentes, como "Labios Mordidos" de Kali Uchis, o cover de "Vivo por Ella" de Andrea Bocelli, "No Me Cansare" de Sevdaliza e suas próprias "Que Chimba de Vida" e "Contigo" com Tiësto.
Em 18 de junho de 2024, ela anunciou o lançamento de "Si Antes Te Hubiera Conocido" em suas redes sociais. O single foi lançado em 20 de junho de 2024 como o primeiro single do álbum. Em 7 de novembro de 2024, "+57" em colaboração com a Colombiana artistas Feid, DFZM, Ovy on the Drums, J Balvin, Maluma, Ryan Castro e Blessd foi lançado como single independente. "Latina Foreva" foi anunciado em 21 de maio de 2025 e lançado no dia seguinte, em 22 de maio de 2025.
Em 9 de junho de 2025, Karol G anunciou o título do álbum e, no dia seguinte, 10 de junho de 2025, anunciou a data de lançamento e a capa. Tropicoqueta está programado para ser lançado em 20 de junho de 2025.

## Conceito
Ao revelar a capa e a data de lançamento, Karol G descreveu o álbum como "Tudo o que me representa".
Ela declarou: Viajando pelo mundo com meu álbum anterior, um álbum que me deu tanto, eu me perguntava a mesma coisa: Qual é o próximo passo? O que vem a seguir para mim? Acho que não se tratava de olhar mais longe, mas de olhar mais profundamente... mais profundamente para dentro de mim, para quem eu realmente sou, para as coisas que eu gosto, para tudo o que me representa. Voltando às minhas raízes, às músicas que cresci ouvindo, aos sons que me fizeram apaixonar pela música. Permanecendo no lugar onde realmente me sinto bem, porque representa não apenas quem eu sou, mas também as pessoas que me deram a oportunidade de estar onde estou hoje.

## Lista de faixas
| Tropicoqueta – Edição padrão |                                | |                               |         |  |
| N.º                          | Título                         | Compositor(es) | Produtor(es)                  | Duração |  |
| 4.                           | "Latina Foreva"                | Carolina Giraldo Misha Pihlakka Daniela Aponte Alvaro Arroyo Eliel Lind Leonardo Vasquez Natalie Albino Nicole Albino Ramón Ayala Victor Santiago Edwin Almonte Ralphy Ramirez Hector Mazzarri | Mazzarri Misha                | 2:39    |  |
| 6.                           | "Cuando Me Muera Te Olvido"    | |                               |         |  |
| 9.                           | "Amiga Mía"                    | |                               |         |  |
| 11.                          | "Ese Hombre Es Malo"           | |                               |         |  |
| 18.                          | "Viajando Por El Mundo"        | |                               |         |  |
| 19.                          | "Si Antes Te Hubiera Conocido" | Giraldo Édgar Barrera Andrés Correa Alejandro Ramírez | Barrera Sky Rompiendo Karol G | 3:16    |  |
| Duração total:               | Duração total:                 | Duração total: | Duração total:                | 57:58   |  |